# شهرک پلیس
سرزمین پلیس (به انگلیسی: Cop Land) یک فیلم به کارگردانی جیمز منگولد در ژانر درام و جنایی است که در سال ۱۹۹۷ منتشر شد.

## خلاصه داستان
«فردی هفلین» (استالون) کلانتر شهرکی در نیوجرسی است که بسیاری از مأموران ادارهٔ پلیس نیویورک هم ساکن آن جا هستند. «مو تیلدن» (دنیرو)، بازرس ادارهٔ پلیس نیویورک، در تحقیقاتش دربارهٔ تعدادی پلیس فاسد و کلاهبردار، به این شهرک و کلانترش، «فردی هفلین» می‌رسد. «هفلین» با «تیلدن» هم کاری می‌کند و رفته رفته پی می‌برد که برخی از قهرمانان زندگی اش چندان هم زندگی وارسته‌ای ندارند…

## بودجه و فروش
برای ساخت فیلم شهرک پلیس پانزده میلیون دلار هزینه شد. این فیلم در گیشه، شصت و سه میلیون و هفتصد هزار دلار فروش کرد.

## نقدها
واکنش منتقدین مثبت بود و فیلم را تحسین کردند و بازی سیلوستر استالونه را ستودند.

## حواشی فیلم
سیلوستر استالونه برای بازی در این فیلم دستمزد بسیار پائینی دریافت کرد و چندین کیلو وزن اضافه کرد.
در ژوئن سال ۲۰۰۴ نسخه دی وی دی فیلم با تدوین جدید و مدت زمان ۱۱۲ دقیقه توزیع شد.

## توزیع و اکران در ایران

### شبکه خانگی
این فیلم توسط مؤسسه قرن ۲۱ تحت عنوان «شهرک پلیس» در اواخر سال ۱۳۸۲ دوبله و روانه شبکه نمایش خانگی شد.
عوامل دوبله:
- بهرام زند (استالونه)
- حسین عرفانی (دنیرو)
- اکبر منانی (هاروی کایتل در نقش ری (Ray))
- امیرهوشنگ زند (مایکل راپاپورت)

## اکران در سینماها
سال ۱۳۸۶ در سالن‌های بسیار محدود در ایران اکران شد.